# Lee Dong-wook
Lee Dong-wook (kor. 이동욱; ur. 15 sierpnia 1972 w Seulu) – południowokoreański kierowca wyścigowy.

## Kariera
Lee Dong-wook rozpoczął karierę w wyścigach samochodowych w roku 2002, od startów w Azjatyckiej Formule 3. Z dorobkiem 89 punktów uplasował się tam na czwartej pozycji w klasyfikacji generalnej. Rok później dołączył do stawki Formuły 3 Euro Series z włoską ekipą Drumel Motorsport. Jednak w żadnym z czterech wyścigów, w których wystartował, nie zdołał zdobyć punktów.

## Statystyki
| Sezon | Seria                 | Zespół            | Wyścigi | Zwycięstwa | PP | NO | Podium | Punkty | Pozycja |
| ----- | --------------------- | ----------------- | ------- | ---------- | -- | -- | ------ | ------ | ------- |
| 2002  | Azjatycka Formuła 3   | E-Rain            |         |            |    |    |        | 89     | 4       |
| 2003  | Formuła 3 Euro Series | Drumel Motorsport | 4       | 0          | 0  | 0  | 0      | 0      | 39      |